# Dipartimento di Itapúa
Il Dipartimento di Itapúa è il settimo dipartimento del Paraguay. Il capoluogo è la città di Encarnación.

## Divisione politica
Il dipartimento è diviso in 30 distretti: 
| Distretto                  | km²   | Abitanti (2002) |
| -------------------------- | ----- | --------------- |
| Alto Verá                  | 899   | 13.799          |
| Bella Vista                | 297   | 9.193           |
| Cambyretá                  | 190   | 27.808          |
| Capitán Meza               | 440   | 10.384          |
| Capitán Miranda            | 219   | 8.667           |
| Carlos Antonio López       | 825   | 17.622          |
| Carmen del Paraná          | 313   | 6.165           |
| Coronel Bogado             | 659   | 17.065          |
| Edelira                    | 635   | 22.287          |
| Encarnación                | 321   | 93.497          |
| Fram                       | 326   | 6.923           |
| General Artigas            | 1.341 | 11.042          |
| General Delgado            | 448   | 6.611           |
| Hohenau                    | 198   | 9.685           |
| Itapúa Poty                | 523   | 14.642          |
| Jesús                      | 144   | 5.560           |
| José Leandro Oviedo        | 130   | 4.353           |
| La Paz                     | 239   | 11.415          |
| Mayor Julio Dionisio Otaño | 262   | 12.157          |
| Natalio                    | 383   | 19.456          |
| Nueva Alborada             | 232   | 6.533           |
| Obligado                   | 413   | 11.441          |
| Pirapó                     | 840   | 6.754           |
| San Cosme y Damián         | 1.318 | 7.322           |
| San Juan del Paraná        | 112   | 7.091           |
| San Pedro del Paraná       | 1.486 | 28.598          |
| San Rafael del Paraná      | 1.452 | 20.434          |
| Tomás Romero Pereira       | 607   | 27.239          |
| Trinidad                   | 176   | 22.287          |
| Yatytay                    | 225   | 11.451          |

## Geografia fisica
Il dipartimento di Itapúa confina ad ovest con il Misiones, a nord con il dipartimento di Caazapá, a nord-est con il dipartimento dell'Alto Paraná; ad est e a sud il dipartimento confina con l'Argentina, dalla quale è separato dal fiume Paraná.
Il territorio è caratterizzato da una serie di rilievi orografici che, partendo dalle sponde del Paraná, si sviluppano in direzione nord e nord-est arrivando ai 400 m di altitudine della Cordillera de San Rafael.
Il dipartimento è bagnato a sud dal fiume Paraná e a nord dal fiume Tebicuary; all'interno è rigato da numerosi torrenti, che scorrono principalmente verso sud. Il Tembey, affluente del Tebicuary, è famoso nel paese per le sue cascate.

## Storia
A partire dal XVII secolo il territorio vide il sorgere di alcune riduzioni gesuite; in esse i padri gesuiti organizzarono le pacifiche popolazioni guaraní della zona. Quattro riduzioni furono fondate vicino al fiume Paraná all'interno degli attuali confini del dipartimento; il 25 marzo 1615, giorno dell'Incarnazione, San Roque González de Santa Cruz fondò la riduzione che costituì in seguito il nucleo primitivo dell'attuale Encarnación.
Dopo che nel 1768 i gesuiti furono espulsi dai territori della Corona spagnola la zona conobbe un periodo di abbandono e di rivendicazioni di frontiera. Al termine della guerra della Triplice Alleanza l'immigrazione, soprattutto europea, cominciò a ripopolare i territori a nord del Paraná. Nel 1898 il governo concesse 30.000 ha ad un gruppo di coloni tedeschi, che fondarono nel 1900 la colonia di Hohenau; ancora coloni tedeschi fondarono in seguito Obligado nel 1912 e Bella Vista nel 1917. Le tre colonie formano una sola unità culturale e produttiva nota in Paraguay con il nome di "Colonias Unidas".
L'arrivo di immigrati dal Belgio, dall'Ucraina, dalla Polonia, dalla Russia e dal Giappone ha permesso la fondazione di altri centri abitati, nei cui profili urbani si riflettono spesso le caratteristiche dei paesi di appartenenza dei fondatori.

## Il dipartimento
Nel 1906 la legge di divisione territoriale della Repubblica creò il dipartimento di Villa Encarnación; nel 1945 il dipartimento prese il nome attuale. Gli attuali confini furono fissati dal Decreto Legge nº 426 del 1973.

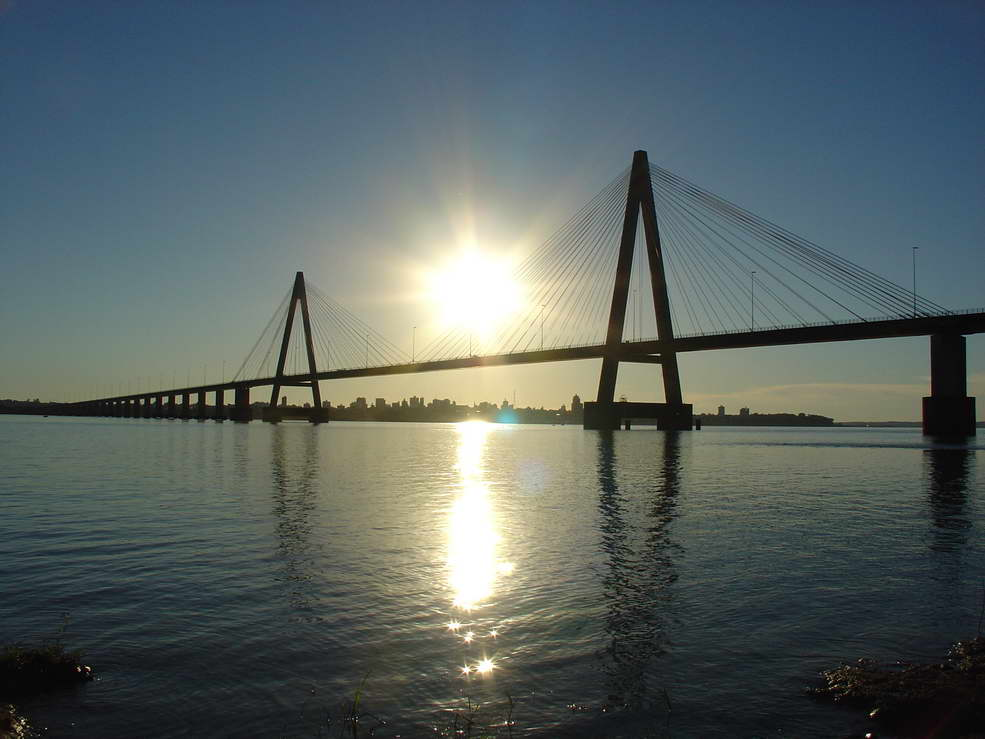
Ponte San Roque de Santa Cruz

## Economia
Il dipartimento di Itapúa ha come principale attività economica l'agricoltura: vi si coltivano soprattutto soia, grano, mais, cassava, cotone, mate e agrumi. Non mancano nella zona le industrie di trasformazione, soprattutto nel settore del latte, del cotone e nella commercializzazione del mate, dove vanta il primato nazionale. Nel capoluogo il settore economico più importante è il commercio, favorito dalla contiguità con il confine argentino.

### Turismo
Mentre Encarnación deve molto al turismo commerciale, soprattutto argentino, al di fuori del capoluogo le rovine delle riduzioni gesuite di Trinidad e Jesús sono state dichiarate dall'UNESCO nel 1993 Patrimonio mondiale dell'umanità.
Il dipartimento offre un discreto numero di attrazioni naturalistiche; tra queste le cascate del Tembey nel distretto di Yatytay e il Parque Nacional de San Rafael nella sua parte più settentrionale, con più di 100 specie avicole endemiche in pericolo di estinzione.

## Vie di comunicazione
La principale via di comunicazione è la Ruta 1 “Mariscal López”, che unisce la capitale Asunción con Encarnación e di qui attraversa il Paraná attraverso il modernissimo ponte San Roque de Santa Cruz per entrare in Argentina. La Ruta 6 “Dr. Mallorquín” unisce il capoluogo con Ciudad del Este, seconda città del Paraguay e principale centro commerciale dell'America del Sud, fiancheggiando la sponda destra dello stesso Paraná